# مرغ باران بولور

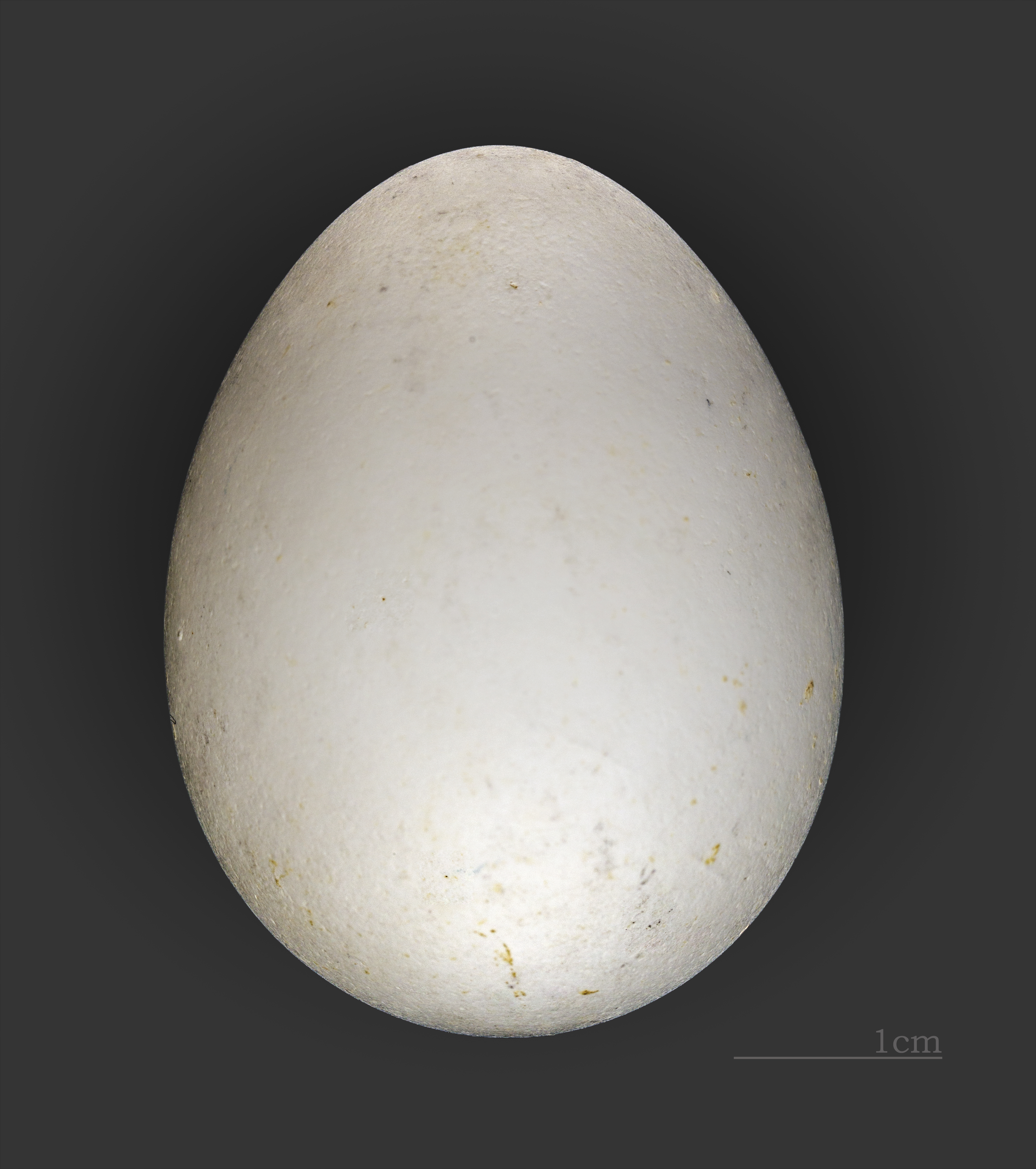
مرغ باران بولور

مرغ باران بولور(نام علمی: Bulweria bulwerii) نام یک گونه از تیره کبوتردریاییان است.